# Жалость к себе
Жалость к себе (также саможаление) — эмоция жалости, испытываемая к самому себе. 
Жалость к себе обычно вызывается стрессом, сопровождается чувствами грусти и несправедливости, характеризуется завистью к тем, кому «больше повезло» (типичные вопросы «внутреннего монолога» — «почему я?», «чем я это заслужил?»).

## В психологии
Психологи считают, что жалость к себе вызывается физическим или психическим страданием, при этом не обязательно сильным и/или длительным («в жизни встречается много возможностей себя пожалеть»). Моменты саможаления, по-видимому, встречаются у всех людей, однако играют существенную роль у психоневротического типа (в терминологии Кана): «тонкокожих», неуверенных в себе личностей. Жалость к себе связана с депрессией и меланхолией.
Склонные к саможалению люди сосредотачиваются на своих неуспехах, трудностях и потерях; при этом зачастую жалость к себе является попыткой привлечь внимание и сочувствие других людей. Психологи отмечают, что это плохая стратегия, так как после начального периода сопереживания, длительная жалость к себе начинает отталкивать других людей. Даже в случае хронических заболеваний общество ожидает от индивида, после очень краткого периода времени, смириться с судьбой, прекратить жалобы и продолжить жить своей жизнью. Поскольку склонные к саможалению личности ожидают от общества и близких большего, чем могут получить, жалость к себе сопровождается одиночеством и озлобленностью и приводит к постоянной фрустрации. Когда саможаление приводит к враждебности в отношении других, индивид затрудняется высказать эту агрессивность из-за низкой уверенности в себе и опасений дальнейшего разрушения связи с близкими — потому агрессивность подавляется и перенаправляется на себя или на мысли об отмщении за прошлое.

## В Античности
В древнегреческом языке не было слова, обозначающего жалость к себе. По мнению Давида Констана, это было связано с тем, что греки рассматривали жалость как эмоцию, которая требовала двух лиц, жалеющего и жалеемого. Аристотель даже говорил, что жалость невозможно испытывать к близким людям, так как родственные узы делают чувство к ним почти чувством к самому себе. Стоики утверждали, что жалость и зависть образуют пару: жалость образуется при виде незаслуженного страдания, а зависть — при виде незаслуженного счастья. Согласно такой теории, как невозможно самому себе завидовать, так и невозможно было самому себя жалеть. Эмоцию же, связанную с осознанием несчастья близкого человека, Аристотель называл «состраданием» (sunalgein) и связывал с чувством дружбы (по Аристотелю, можно дружить с самим собой, так что сострадание могло быть рефлексивным). 
По Констану, в древнегреческих трагедиях, когда герой жалеет самого себя, он обычно смотрит на себя со стороны. Так, в трагедии Еврипида «Ипполит», когда Ипполит оказывается ошибочно обвинённым в попытке изнасилования мачехи, он восклицает «Когда бы сам я встретился с собой, // Над этою бы я заплакал мукой». 
Аналогично, когда герои Плутарха плачут, это практически всегда проявление жалости к другим, а не к себе. У Плутарха, как только Персей Македонский начал выражать жалость к себе, он немедленно утратил сочувствие со стороны Луция Эмилия Павла. Римляне в целом считали раздвоение личности, свойственное саможалению, признаком женственности, неподобающим мужчине.